# Dressing up the idiot
Dressing up the idiot es el único disco grabado por el grupo Prunella Scales.
El disco tiene un duración aproximada de 37.46 minutos

## Canciones
1. "Crisp"
2. "Deadman"
3. "Freak Machine"
4. "When"
5. "Fifty Tons of Life"
6. "Don't Let the Flowers Die"
7. "Toms River"
8. "TV is King"
9. "Had to Look"
10. "Talk Myself Down"

## Pistas adicional para WEA Japan
11. «The Hardest Part»

## Músicos
- Rachel Bolan: Bajista y Vovalista
- Phil Varone: Baterista y Vocalista
- Elwood Francis: Guitarrista y Vocalista
- Tommy Southard: Guitarrista y vocalista

- Datos: Q11681190